# 이징옥
이징옥(李澄玉, ? ~ 1453년 음력 10월 20일)은 조선 시대 초기의 무신, 군인, 정치가이다.

## 이력
본관은 인천(仁川)이며, 호는 원봉(圓峰)이고 시호는 충강(忠剛)이다. 별명은 소년 절제사이다. 세종 때에 절재 김종서를 따라 출정하여 여진족 토벌과 북방지역의 4군과 6진을 개척하는 데 혁혁한 공을 세웠으며, 절제사와 변방의 외직에 있으면서 여진족 토벌과 변방을 수비 하였다. 무과에 급제하여 관직은 숭정대부(崇政大夫) 판중추원사(判中樞院事)에 이르렀다.
1414년 갑사로 군관이 되었으며 1416년 무과에 급제하고 1418년에는 친시무과에 장원하여 사복시소윤이 되었다. 이후 경원진첨절제사, 경원진절제사, 영북진절제사, 판경흥도호부사, 함길도 도절제사 등 함경도에서 보내면서 변방의 수비, 여진족 토벌, 4군과 6진의 개척 등에 공을 세웠다.
1453년 왕숙 수양대군(뒷날의 세조)의 정변에 반발하여 거병, 정변을 일으켰다. 그는 조선 건국 이후 최초로 황제를 칭한(칭제건원) 인물이었다. 정조 때 복권되었으나 순조 때 추탈당했다가, 1907년(융희 1년) 총리대신 이완용의 건의로 1908년(융희 2년) 명예회복되었다. 경상남도 양산 출신.

## 생애

### 생애 초반

#### 출생과 가계
원봉 이징옥은 1399년 경상남도 양산군(지금의 경상남도 양산시) 하북면 삼수리에서 중추원지사를 지낸 이전생(李全生)의 둘째 아들로 태어났다. 본관은 인천이다.
소성백 이허겸(李許謙)의 후손으로, 할아버지 이만영(李萬英)은 고려말에 벼슬살이를 하다가 조선 개국 후 보조공신에 추록되고 이조판서(吏曹判書)에 추증되었다. 아버지 이전생의 대에 조선에서 처음 벼슬살이를 하여 태조 때 공조전서(工曹典書)를 거쳐 세종(世宗) 초에 양산군(梁山君)에 봉군되었다가 중추원영사(中樞院領事)로 퇴직하였으며, 양산부원군(梁山府院君)으로 진봉되었다. 그의 형은 징석(澄石)이고 아우는 징규(澄珪)이다. 어려서부터 성품이 순직하고 무용이 뛰어났다 한다.

#### 소년기와 군인 활동
1414년 갑사(甲士)로 출사하여 1416년(태종 16년) 부사직이 되었다. 그의 3형제는 모두 무예가 뛰어나고 담력이 대단했는데, 그 중에서 둘째인 이징옥이 무예와 용맹, 재주가 형제들 중 가장 우수했다고 한다. 그는 유년시절에 호랑이를 산 채로 잡았다는 전설이 전해진다.
그는 평소 매우 청렴결백하여 청백리(淸白吏)로 유명하여 자신의 형인 징석과 대조적이었다고 한다. 그의 형 징석은“청렴결백은 복없는 사람의 별호”라고 말하면서, 지방에 나갈 때마다 많은 토지와 노비를 점탈하여 탐관오리로 지탄을 받았고, 아버지의 상중에 징옥을 구타하여 비난을 받을 정도로 성질이 난폭했다고 전해진다.

### 관료 활동

#### 무과 급제와 입조
1416년(태종 16) 부사직이 되었다. 1416년(태종 16년) 부사직 재직 중 무과(武科)에 급제, 그 해 부거책장에 보임되었다. 1418년(태종 18년) 태종이 주관하는 친시 무과에 1등으로 급제하였다. 바로 사복시소윤(司僕侍少尹)으로 임명되고, 이후 약관의 나이에 영북진 첨절제사가 되어 '소년 절제사'라는 별칭을 얻었다.
세종 즉위 초반 장군 김종서(金宗瑞)를 따라 평안도와 함경도 일대의 변방 수비에 참여하였고 이후 내직에 돌아와 사복시소윤(司僕侍少尹)이 되었다. 1423년(세종 5년) 황상(黃象) 등의 천거로 경원진첨절제사로 발탁되어 아산(阿山)에 침입한 야인을 격퇴하고 되돌아왔다.

#### 변방 수비와 여진족 토벌
1424년에는 경원진 첨절제사로서 야인의 침략을 격퇴했고, 1425년 절제사로 승진하였다. 1436년에는 회령부판사로서 여진족 추장을 처형하였으며, 그 해에 경흥도호부판사의 직위에 올랐다. 이후 함길도 도절제사로 임명되었다.
그는 궁술에 능하여 화살을 항상 명중시켰고 기마술, 창던지기에도 능했다. 이 때부터 이후 1430년까지 여진족이 변방을 침략, 노략질을 하고 도적이 함경도, 평안도, 강원도 등에 출몰할 때마다 변방의 방비에 큰 공을 세우자, 세종대왕이 특명을 내려 9년 만에 고향에 내려가 부모를 만나보게 하여 그를 위로하였다.
또한, 조선에 파견된 명나라 사신 윤봉(尹鳳)이 무리한 공납을 요구하자, 이를 묵살하여 격분한 윤봉이 애궂은 역관과 수행하급관리들을 매질하고 공납으로 요구한 매를 잡아오자 이를 일부러 날려보내는등, 사대외교상 명에게 매우 저자세일수밖에 없는 조선의 관리로서 명 사신에 대한 이 같은 당당한 태도는 전무후무한 일이었다. 이 일은 외교문제화되어 세종이 직접 나서 극형을 피할 수 없게 되었으나, 과도한 공물요구로 조선에서 물의를 일으킨데 대해 본국에서의 처벌을 두려워 한 윤봉이 직접 이징옥의 사면을 청해옴으로서 가벼운 처벌로 끝났다.

#### 관료 생활
1432년(세종 14년) 병조참판이 되었다. 1433년 영북진 절제사(寧北鎭節制使)가 되었다가 1436년 회령절제사, 판경흥도호부사를 지냈다. 판경흥도호부사 재직 중 함길도 도절제사인 김종서(金宗瑞)의 부장으로 출정, 김종서와 함께 4진의 개척과 성곽 수축 등에 심혈을 기울여 2년 만에 그 방위를 형성하고 포치를 구축하였다. 이후 판회령부사가 되었다가 1436년 회령부판사로 재직 중 군사들을 이끌고 여진족의 소굴에 쳐들어가 여진족 추장을 사살하고 되돌아왔다. 그는 용감하고 위엄이 있어 야인에게 두려운 존재가 되었고, 한편으로는 엄격하면서도 청렴결백해 조선 백성이나 야인의 물건에 절대로 손대지 않았다 한다. 또한 용맹하기가 범과 같아서 여진족들이 이징옥을 '어금니를 가진 큰 돼지'라 부르며 '큰 호랑이' 김종서만큼이나 두려워하여 감히 그를 함부로 공격하지 못하였다.
그는 동북변경의 개척 초창기에 제일선에 배치되어 야인을 제압하고 복종시키는 데 절대적인 공로가 있었다. 그러나 1435년을 이후 조정에서 4진의 안정을 얻게 되면서부터 대여진정책이 유화 내지 동화로 기울어졌고, 1438년 모친상을 당하여 경원부사의 직을 사임하고 함경도를 떠나 고향으로 되돌아갔다. 그러나 상중인 100일 만에 기복되어 다시 경상도 도절제사로 소환되었고, 이후 평안도 도절제사로 부임하였다.
1449년(세종 31년) 20여년 간 오로지 4군의 설치와 6진의 개척 및 성곽 수축, 여진의 토벌, 정복, 회유, 복속, 도적 소탕 등에 기여한 공으로 지중추원사에 승진하였고, 1450년(문종 즉위년) 여진족 야선(也先)의 침입에 대비해 함길도도절제사로 임명되어 다시 북방으로 부임하였다. 이후 지중추원사를 거쳐 1452년(문종 2년) 특명으로 숭정대부(崇政大夫)로 승진, 판중추원사(判中樞院事)가 되었다.

### 외모
그는 김종서의 아들 김승규와도 덩치를 맘 먹었을 정도로 상당한 거구였다고 한다. 여러 부의 야인들이 매우 그를 두려워하고 꺼려서 감히 침범하지 못하고, 그를 '어금니가 있는 돼지'라고 불렀다고 한다. 하얗고 검은 거추장스러운 수염 때문인걸까 여진은 지휘하는 김종서의 앞서 있는 장수를 더욱 두려워 하였다.

#### 파면과 반발
1453년(단종 1년) 다시 함경도 도절제사로 부임하였다. 그러나 그해 수양대군(首陽大君)이 정권을 잡자 일찍이 김종서의 천거로 함길도 도절제사가 된 이징옥을 파면시키고 박호문(朴浩文)을 임명하였다. 수양대군은 계유정난으로 김종서(金宗瑞)를 죽이고 집권, 그러나 김종서의 부관인 이징옥의 존재를 인식한 수양대군 일파는 이징옥을 역모의 가능성이 있다 하여 파면하고 은밀히 그 후임으로 박호문(朴好問)을 보냈다. 반대세력을 제거하고 정치와 군국(軍國)의 대권을 한 손에 쥔 수양대군은 김종서를 도와 육진개척(六鎭開拓)에 공을 세운 이징옥이 김종서계의 인물임을 꺼려서 이징옥을 파직하고 그 후임에 박호문을 임명, 함길도에 보냈던 것이다.
이징옥은 일단 박호문에게 자리를 인계하고 호위병력 약간을 거느리고 상경하였다. 그러나 가던 길에 중앙에서 일어난 정변의 소식과 김종서의 암살 소식을 듣자 이에 분개한 이징옥은 회군, 박호문을 죽인 후, 1453년(단종 1) 10월 병마를 이끌고 종성(鍾城)으로 가서 대금황제라 자칭하고 여진족의 후원을 얻어서 반란을 일으켰다. 이어 그리고 군사 지휘소를 오국산성에 정하고 격문을 돌려 여진족과 변방의 각 읍에 후원을 요청하였다. 일설에는 이징옥이 단종을 위해 거병을 꾀하였다는 설도 존재한다.

### 생애 후반

#### 이징옥의 난
1453년 수양대군이 나이 어린 단종을 보필하던 김종서 등을 참살(斬殺)하여 효수하고 정권을 탈취한 뒤, 함길도 도절제사 이징옥을 한양으로 불러들이기 위해 박호문을 함길도 도절제사로 임명하였다. 이징옥의 난은 계유정난과 깊은 연관이 있으며, 평소 김종서를 도와 북방을 개척하는 데 심혈을 기울인 것으로 보아 김종서 등과 각별한 사이였음을 짐작할 수 있다. 박호문과 도절제사 자리를 교체할 때 이징옥은 한양에 있었던 일들을 물었다. 박호문이 이를 다 누설하니, 이징옥이 죄를 면하지 못할 것을 알고 이에 박호문과 작별하고 떠나다가 60리쯤 가서 말을 멈추고, 한참 있다가 다시 돌아가 박호문과 그의 일행들을 습격해 참수하고 난을 일으켰다.
그는 북방의 여진족과도 연락을 취했고 대금황제(大金皇帝)라 자칭, 남만주의 오국산성(五國山城)에 도읍을 정하였다. 하지만, 이는 이징옥의 지나친 무리수로 그의 고향은 경상도로 그의 세력이 기반되어 있는 곳도 아닐뿐더러 주변의 여진족들은 이징옥을 '어금니를 가진 큰 돼지'라 부를 정도로 불만이 가득했기 때문에 이들과 함께 난을 한다는 것은 불가능했던 일이었다. 또 군부 내에서 자중지란이 일어나 혼란스러워졌다. 급기야 그가 두만강을 건너기 위해 종성에 머물던 중, 반란이 실패할 거라 생각하고 불안해 하던 종성부사 정종(鄭種)과 호군 이행검(李行儉) 등이 변절하여 이징옥을 습격하는 바람에 두 아들과 함께 피살되었다.
이 난으로 자신의 형인 이징석, 아우인 이징규가 정난공신의 주청으로 한때 처형과 멸족을 당할 위기에 처하기도 했다. 그러나 세조의 극진한 대우로 그 위기를 넘기고 오히려 높은 벼슬을 하사받았다. 이러한 일들이 가능했던 까닭은 형 이징석과 동생 이징규는 이징옥과 서로 반목하였던 사이였고, 이러한 점을 알고 있었던 세조는 이들과 친분을 쌓으면서 자신의 세력을 확장해 나갔기 때문에 이들을 살렸던 것이다.
후일 채제공은 그가 단종을 위해 군사를 일으킨 것이므로 역모는 아니라고 하였다. 채제공에 의하면 이징옥이 군사를 일으킨 것은 단종의 복위가 목적이며, 단종실록의 내용처럼 대금황제를 칭하고 반란을 일으키려 한 것은 아니라는 것이다. 그러나 이 반란은 실패로 돌아가고 이징옥은 정종(鄭種), 이행검 등의 술책에 빠져 아들과 함께 사로잡혀 죽고 말았다.
그의 난 이후 함경도 지역에 대한 차별정책이 시작되었고, 이는 1467년 이시애의 난이 일어나게 되는 중요한 계기가 된다.

#### 거병 실패와 암살
이징옥은 일찍이 오래도록 변방에 근무하고 여진족을 정벌하는 과정에서 여진족 사회에까지 명성을 알리고, 일이 여의치 못할 때는 두만강을 건너 여진족을 배경으로 저항하려 하였던 것이다. 그러나 여진족 지원군과 합세하기 위해 부하들을 이끌고 두만강을 건너려고 10월 20일 함경북도 종성군(鐘城郡)에 머물러 밤을 새울 때, 조정에서 파견한 자에게 설득당한 종성판관 정종(鄭種)·호군 이행검(李行儉) 등이 이끄는 자객단의 습격을 받고 두 아들과 함께 피살되었다. 향년 55세였다.
그의 막내인 셋째 아들 연원(淵源)만이 유모의 등에 업혀 경주로 간신히 피신하여 목숨을 건지고 이름을 태엽(台燁)이라 바꾸었으며, 본관은 초산(草山)으로 하여 맥을 이었다(훗날 이연원의 후손들이 본관을 초산에서 본래의 본관인 양산으로 환원한다). 현재는 인천 이씨 충강공파로 세계를 이어오고 있다.

### 사후
이후 연좌제로 그의 장남 자원(滋源)과 차남 윤원(潤源)은 처형 또는 이징옥과 함께 살해되었고, 딸은 노비로 분배되었다. 당시 8세였던 셋째 아들 연원(淵源)은 유모가 구출하여 은신, 경상북도 경주 토함산 서편 아래 상신곡에 숨어들어, 은거하여 본관을 초계라 칭하고 세계를 이어갔다가, 그의 후손들은 순조(純祖) 때 다시 세상에 나왔다.
계룡산 동학사 숙모전에 배향되었고, 강원도 영월군 장릉 단종 배식단 사우에 배향되었다. 1698년(숙종 24) 《장릉지(莊陵誌)》에 신원상소(伸寃上疏)가 올려졌으며 여러 차례 논의 끝에 1791년(정조 15년) 관작이 회복되고 충강(忠剛)의 시호가 내려졌다. 이어 장릉배식단(莊陵配食壇)에 배향되었다.
그러나 정조 사후 서인(西人) 집권 후 다시 관작이 추탈되었다.
1908년(융희 2년) 4월 30일에야 내각 총리대신 이완용의 건의로 복권되었다. 죄적에서 삭제되고 명예회복되었다.
대한민국 수립 이후 고향인 양산군 하북면 삼수리 상삼수부락에 이징옥 3형제의 고향 근처에 사적비가 세워지고, 1990년대 이후 재평가 재조명 여론이 나타나고 있다.

## 논란과 의혹

### 칭제 건원 논란
이징옥의 난은 조선 전기 1402년(태종 3) 11월의 조사의(趙思義)의 난에 이어 두 번째로 일어난 큰 반란으로서 후일 이시애 난의 선구가 되었다. 특히 그는 당시 중국에 사대 사상에 젖었던 당시의 조선인으로서 황제를 칭한 점을 주목받게 되었다. 그러나 그가 황제를 자칭하지 않았다는 견해도 있다.
조선 정조 때의 재상 채제공에 의하면 그는 황제를 참칭한 적이 없다고 한다. 채제공에 의하면 이징옥이 군사를 일으킨 것은 단종을 위해서 일으킨 것이며, 단종실록의 내용처럼 대금황제를 칭하고 반란을 일으키려 한 것은 아니라는 것이다. 그에 의하면 단종실록에 나타난 이징옥의 황제 칭제건원은 그를 모함한 내용이라는 것이다.

## 가족 관계
그는 세조의 계유정난에 반발하여 거병하였으나, 형 이징석은 후일 1455년의 세조 반정에 가담, 세조의 왕위찬탈을 도와 좌익공신(佐翼功臣) 3등으로 양산군(梁山君)에 봉군되었고, 동생 이징규 역시 원종공신으로 녹훈되었다.
- 조부 : 이만영(李萬英)
- 조모 : 순천 박씨(順天朴氏), 박숙정(朴叔貞)의 딸
- 아버지 : 이전생(李全生, 1352년 ~ 1450년)
- 어머니 : 밀양 박씨(密陽朴氏)
  - 형 : 이징석(李澄石, 1395년 - 1461년)
  - 형수 : 김해 허씨(金海許氏), 허형(許衡)의 딸
    - 조카 : 이팔동(李八仝, 1414년 ~ 1479년)

  - 동생 : 이징규(李澄珪, 1403년 ~ 1468년)
  - 제수 : 한양 조씨(漢陽趙氏)
    - 조카 : 이석동(李碩仝, 1427년 ~ ?)

  - 여동생 : 심달서(沈逹瑞)에게 출가
  - 여동생 : 박기윤(朴基尹)에게 출가
  - 처 : 벽진 이씨(碧珍李氏), 이신지(李愼之)의 딸
    - 장남 : 이자원(李滋源)
    - 차남 : 이윤원(李潤源)
    - 삼남 : 이연원(李淵源)

## 이징옥을 다룬 작품

### 소설
- 강호원 《물망(勿忘)》 도서출판 들녘, 2019년

### 드라마
- 《설중매》(MBC, 1984년~1985년, 배우: 국정환)
- 《파천무》(KBS2, 1990년~1990년, 배우: 이정웅)
- 《한명회》(KBS2, 1994년~1994년, 배우: 허현호)
- 《용의 눈물》(KBS1, 1996년~1998년, 배우: 정은찬)
- 《왕과 비》(KBS1, 1998년~2000년, 배우: 송용태)
- 《인수대비》(JTBC, 2012년, 배우: 함석훈)

### 뮤지컬
- 《잃어버린 별 영웅 이징옥》

## 평가
이징옥은 뛰어난 무장으로 김종서 등의 부장으로 출정, 관직 생활의 반 이상을 경원첨절제사·경원절제사·영북진절제사·판경흥도호부사·함길도 도절제사 등 함경도에서 보내면서 변방의 수비, 여진족 토벌, 4군과 6진의 개척 등에 공을 세웠다.
그는 용감하고 위엄이 있어 야인에게 두려운 존재가 되었고, 한편으로는 청렴결백하여 우리 백성이나 야인의 물건에 절대로 손대지 않았다 한다. 그는 동북변경의 개척 초창기에 제일선에 배치되어 야인을 제압하고 복종시키는 데 절대적인 공로가 있었다는 평가가 있다. 그의 청렴성에 대한 실록의 기록이 있는데, 문종 때 함길도 도관찰사가 이징옥의 고생을 보다못해 '본도 도절제사(都節制使) 이징옥(李澄玉)이 가산(家産)을 돌보지 않고 오랫동안 변방 수어를 맡았는데, 살림이 본디 가난하고 또 이제 아내가 죽은 지 이미 오래니, 누가 옷바라지를 하겠습니까?'라는 통서(通書)하였었다. 이에 문종은 이징옥에게 의복 3벌을 하사하고, 가을에는 겹옷을 주라고 하교하였다.
세조의 왕위 찬탈에 반발하여 정변을 기도했으나 그 스스로 황제를 칭제했다는 점에서 단종의 충신으로 볼 수 있는가 여부는 논란의 대상이 되고 있다. 하지만, 이러한 기록은 세조와 그의 공신들이 그들의 시각으로 작성했을 것이라고 추측하는 단종 실록에서 나온 것이라는 점을 생각해 봤을 때, 이징옥의 난은 악의적으로 부풀려졌을 가능성도 생각할 수 있을 것이다.

## 기타
이 난으로 자신의 형인 이징석, 아우인 이징규가 정난공신의 주청으로 한때 처형과 멸족을 당할 위기에 처하기도 했다. 그러나 세조의 극진한 대우로 그 위기를 넘기고 오히려 높은 벼슬을 하사받았다. 이징옥과 평소 사이가 좋지 않던 그의 형제 이징석은 한명회, 홍윤성, 양정 등의 편에 가담하여 난을 진압하는데 협력하였다.

## 같이 보기
| - 여진족 - 동학사 - 한명회 (드라마) - 이징옥역 허현호 - 세종 - 문종 - 단종 - 김종서 - 이시애 - 세조 반정 - 이징옥의 난 - 이시애의 난 - 김종서 - 양정 - 홍윤성 - 남이 - 사육신 - 생육신 - 4군 6진 - 윤관 | - 계유정난 - 세조 반정 - 남이의 옥사 - 강순 - 여진족 - 거란족 - 봉석주 - 이기 - 이종무 - 신숙주 - 이계동 - 이지방 - 황보인 - 홍윤성 - 홍달손 - 최무선 - 최해산 - 한명회 | - 세조 - 금성대군 - 누르하치 - 이지란 - 이성계 - 신숙주 - 신면 - 이을진 - 이자겸 - 묘청 - 정도전 |

## 관련 서적
- 이병권, 《조선왕조사》 (평단문화사, 2008)
- 이병권, 《청소년을 위한 조선왕조사》 (평단문화사, 2006)
- 유주현, 《수양대군 3:이징옥의 난》 (신원문화사, 1993)
- 배상열, 《북벌영웅 이징옥 1~3》 (인간사랑, 2004)

## 참고 문헌
- 문종실록
- 세조실록
- 대동야승
- 국조보감
- 연려실기술